# Hyperolius ocellatus
Hyperolius ocellatus е вид жаба от семейство Hyperoliidae. Видът не е застрашен от изчезване.

## Разпространение
Разпространен е в Ангола, Габон, Демократична република Конго, Екваториална Гвинея, Камерун, Нигерия, Уганда и Централноафриканска република.

## Описание
Популацията на вида е нарастваща.